# Panathinaikós Athlitikós Ómilos
El Panathinaikos Athlitikos Omilos (en grec: Παναθηναϊκός Αθλητικός Όμιλος, en català: Club Atlètic de Tots els Atenencs) és un club poliesportiu de la ciutat d'Atenes (Grècia).

## Història
El Panathinaikos AO va ser fundat el 1908 per George Kalafatis com a club de futbol, amb el nom de Podosferikos Omilos Athinai (Club de Futbol d'Atenes), en separar-se del Panellinios Gymnastikos Silogos, organització esportiva creada el 1899, en negar-se, aquesta, a crear una secció de futbol. El 1909 es reanomenà Panellinios Podosferikos Omilos (Club de Futbol Panhel·lenic) i el 1918 com a Panellinios Podosferikos kai Agonistikos Omilo (Club de Futbol i Esports Panhel·lenic), en crear noves seccions, com la de voleibol. L'any 1924 adoptà l'actual nom Panathinaikos Athlitikos Omilos per confirmar la seva vocació poliesportiva.

## Seccions
El club compta amb 21 disciplines esportives diferents, essent una de les majors organitzacions esportives d'Europa. Algunes d'elles són:
| - Futbol (1908) - Atletisme (1919) - Voleibol (1919) - Basquetbol (1922) - Tennis Taula (1924) - Ciclisme (1928) - Natació (1930) - Waterpolo (1930) | - Boxa (1946) - Salts (1947) - Escacs (1959) - Halterofília (1959) - Esgrima (1960) - Gimnàstica (1962) - Esquí aquàtic (1963) - Lluita (1965) |

## Secció de Futbol
Un dels clubs més importants a nivell nacional. Ha jugat totes les temporades de la Lliga grega guanyant 20 títols. A nivell internacional l'èxit més destacat fou la final de la Copa d'Europa de l'any 1971, que va perdre per 2-0 davant l'Ajax Amsterdam.

## Secció de Bàsquet
Es tracta d'una dels equips més prestigiosos d'Europa. A més de molts campionats domèstics, el club ha guanyat sis cops l'Eurolliga de bàsquet, a més d'un Mundial de Clubs de bàsquet.

## Secció de Voleibol
La secció masculina es va fundar el 1926 i la femenina el 1930